# Treehouse of Horror XIV

Imagem promocional de Frinkstein, sátira de Frankenstein.

"Treehouse of Horror XIV" ("A Casa da Árvore dos Horrores XIV" no Brasil, e "No Dia das Bruxas XIV" em Portugal) é o primeiro episódio da décima quinta temporada de The Simpsons, e o décimo quarto episódio de Dia das Bruxas da série. Sua estreia aconteceu em 2 de novembro de 2003, nos Estados Unidos, através da rede de televisão FOX. O episódio teve participações especiais de Jerry Lewis, Oscar de la Hoya, Jennifer Garner e Dudley Herschbach.
O enredo é, assim como os demais especiais de Dia das Bruxas, dividido em três histórias: "Reaper Madness", em que a Morte aparece na casa dos Simpsons para levar Bart; "Frinkstein", em que o Professor Frink ressuscita o seu pai; e "Stop the World, I Want to Goof Off", em que Bart e Milhouse encontram um relógio que para o tempo. "Treehouse of Horror XIV" foi escrito por John Swartzwelder e dirigido por Steven Dean Moore.
Cada segmento possui várias referências populares, desde o título. O primeiro refere-se a Reefer Madness, "Frinkstein" a Frankenstein, e no enredo, como em "Stop the World, I Want to Goof Off", referente a Clockstoppers. O episódio foi visto por 16,22 milhões de telespectadores na sua noite de estreia, e foi indicado ao Emmy Award no ano seguinte.

## Produção
"Treehouse of Horror XIV" foi escrito por John Swartzwelder e dirigido por Steven Dean Moore. O episódio também contou com participações especiais de Jerry Lewis, Oscar De La Hoya, Jennifer Garner e Dudley Herschbach, sendo o primeiro como Pai do Professor Frink e os demais como eles mesmos. O título original do primeiro segmento, "Reaper Madness", é uma sátira do filme de propaganda Reefer Madness; enquanto o do segundo, "Frinkstein", é uma referência à figura popular Frankenstein; e a sinopse do terceiro, "Stop the World, I Want to Goof Off", é uma referência a Clockstoppers. A participação de Dudley no episódio foi planejada por Matt Warburton, um dos escritores da série, que indicou o professor ao papel. Entretanto, Herschbach não gostou do fato de a sua aparição no episódio ser resumida a 14 palavras, e teve de grava-las vinte vezes, com entonações diferentes, até que a última versão foi escolhida para aparecer no episódio. Na cena, ambos Dudley e Garner aparecem lado a lado, mas um só viu o outro na hora da exibição do episódio; não houve contato durante as gravações. Além disso, o professor comentou, sobre sua aparição no episódio, ao ABC News: "eu acho importante que as pessoas entendam que cientistas se divertem". No final do episódio, os nomes da equipe de produção e do elenco são colocados em formas "assustadoras", o que é característico dos especiais de Dia das Bruxas da série, como "Al 'Scary Names Are Back' Jean" (Al Jean) e "Everybody Loves Mike Scully" (Mike Scully).

## Enredo
O enredo do episódio é, assim como os outros episódios de Dia das Bruxas, dividido em três histórias.

### Sequência de Abertura
Bart, vestido de Charlie Brown, e Lisa, vestida de Lucy van Pelt, ficam discutindo sobre os doces que conseguiram no Dia das Bruxas, até que acabam brigando e, acidentalmente, acertam Homer, que amplia a confusão. Marge então atira, fora da tela, no marido, e o sangue mostra na parede o título do episódio. Kang e Kodos observam do espaço, e comentam sobre a atitude de mostrar um episódio de Dia das Bruxas em novembro, e que já têm a decoração de natal pronta.

### Escreveu Não Leu, o Pau Comeu
A Morte aparece na casa dos Simpsons para levar Bart, que tenta fugir em estilo Benny Hill. Para evitar a morte do filho, Homer acaba "matando a morte". Quando ele veste o manto dela, acidentalmente se torna a nova morte. Agora, Homer tem que matar pessoas no seu "novo emprego", até que Marge é a próxima da lista. Para salvar a esposa e voltar à sua antiga vida, ele tenta enganar Deus, ao matar Patty, uma das irmãs de Marge, e oferecê-la no lugar da sua verdadeira vítima.

### Frinkstein
Uma ligação é feita para Homer, informando-o que ganhou o prêmio Nobel, quando, na verdade, a ligação era destinada ao Professor Frink. Ao saber da notícia, o professor fica triste, pois seu pai não está lá para celebrar o prêmio; e seu corpo, inanimado, estava sendo mantido congelado. Então, Frink reanima o corpo de seu pai, que escapa do local atrás de órgãos, para os repor em seu corpo. Na audiência de premiação, o pai do professor tenta se desculpar com o filho, até que ele, novamente, parte para uma caça de órgãos na plateia. O professor consegue impedir o seu pai de causar mais estragos, mas mantém a sua alma consigo.

### Parem o Mundo, Eu Quero Curtir
Bart e Milhouse compram um relógio de bolso que tem a capacidade de controlar o tempo. A dupla se diverte com o aparelho, mas, ao correr de uma multidão furiosa com os acontecimentos, eles acabam quebrando o relógio, deixando o resto do mundo congelado no tempo. Então cabe a eles consertar o tempo, e, após quinze anos de tentativas, conseguem consertar o aparelho, mas quase deixam suas vidas de volta ao normal.